# 蓼科湖
蓼科湖（たてしなこ）は、長野県茅野市北山にある湖で、灌漑用のため池。

## 地理
周囲約1キロメートル、面積0.08km2の人造湖で、湖面標高は1,250メートル。周囲はカラマツやシラカバの林に囲まれている。自転車形やてんとう虫形のボートや、スワンボートに乗ることが出来る。蓼科高原の観光資源の一つである。

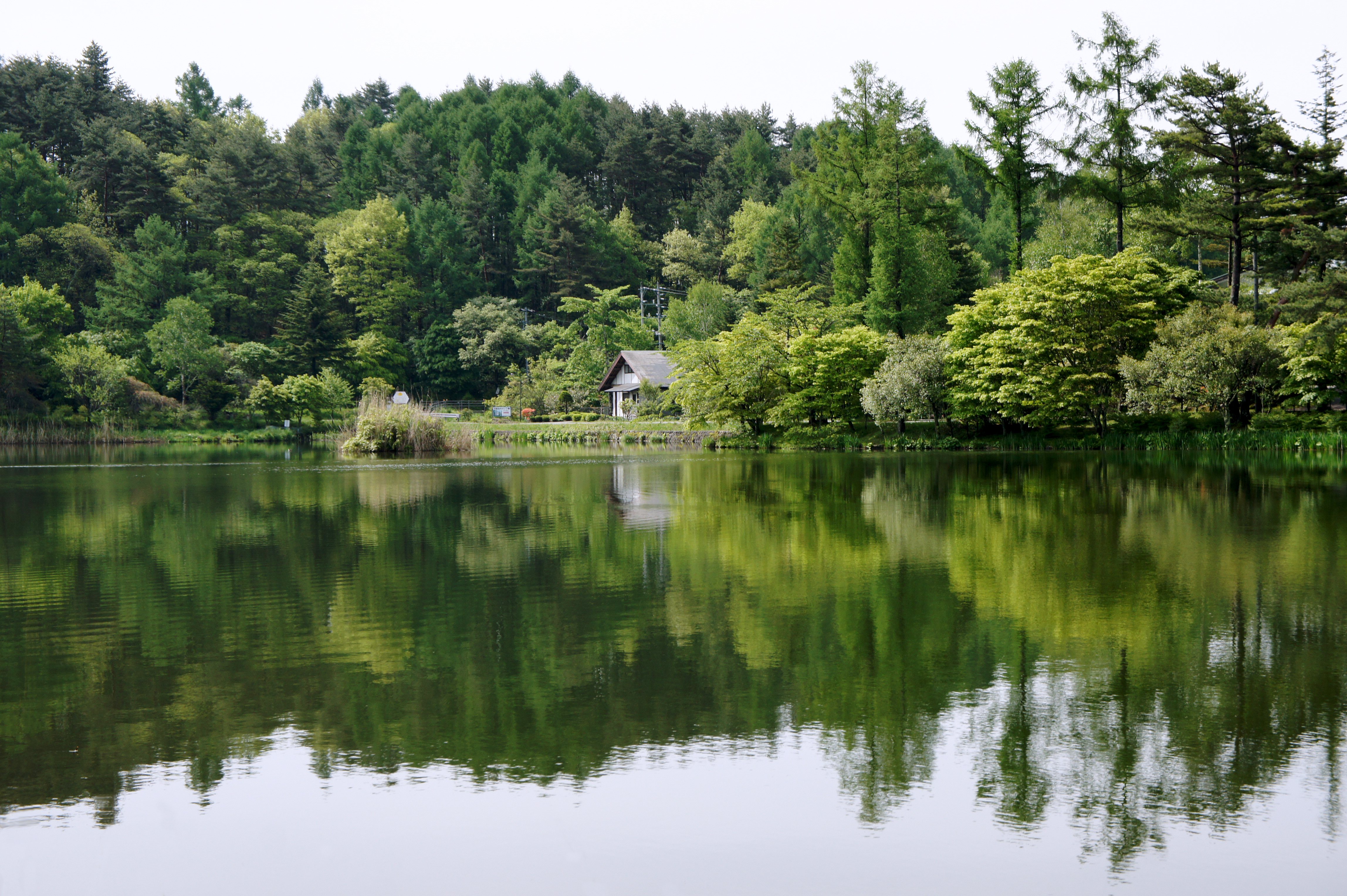
蓼科湖

## 灌漑
1952年、北山村（現・茅野市北山）湯川中山地籍の湯川財産区有地に冷水を温めてから分流するための温水ため池として完工した。湖の南西側築堤外に、水を滝之湯堰に9割、久保田堰に1割で分水する、直径7mの円筒分水がある。

## 交通
- 長野県道40号諏訪白樺湖小諸線
- 中央道諏訪南ICから50分